# Cogeces de Íscar
Cogeces de Íscar település Spanyolországban, Valladolid tartományban. Cogeces de Íscar Megeces, Portillo, Valladolid, San Miguel del Arroyo, Mata de Cuéllar és Íscar községekkel határos. Lakosainak száma 144 fő (2024).

## Népesség
A település népessége az utóbbi években az alábbiak szerint változott:
| Lakosok száma | 151  | 155  | 152  | 167  | 159  | 148  | 139  | 141  | 144  | 144  |
|               | 2001 | 2004 | 2007 | 2009 | 2012 | 2014 | 2017 | 2019 | 2022 | 2024 |